# Martín Garrido
Pour les articles homonymes, voir Garrido (homonymie).
Garrido  Mayorga est un nom espagnol. Le premier nom de famille, en général paternel, est Garrido ; le second, en général maternel, souvent omis, est Mayorga.
Martín Garrido Mayorga est un coureur cycliste argentin né le 9 novembre 1974 à Córdoba. Il a représenté l'Argentine lors des championnats du monde de cyclisme sur route 2002, 2005,  2007 et 2009. Il a été interdit de participer aux championnats de 2006 en raison d'un hématocrite trop élevé, comme son compatriote Matías Médici.

## Palmarès
- 1998
  - Subida al Alcázar de Toledo[2]
  - 3e étape du Tour de Tolède[2]
- 1999
  - 1rea étape du Tour d'Albacete
  - 8eb et 9e étapes du Tour du Venezuela
  - 2e du Tour du Venezuela
  - 3e du Tour d'Argentine
- 2000
  - 1re étape du Tour de Galice
- 2001
  - 3e étape du Tour de Murcie
- 2003
  - Doble Mina Clavero :
    - Classement général
    - 1re et 2e étapes[3]
- 2004
  - 3e étape du Tour de l'Algarve
  - 3ea étape du Grand Prix Barbot
  - 2e du Grand Prix Gondomar
- 2005
  - Prologue du Tour de Normandie
  - 3e, 4e, 8e et 9e étapes du Tour de Bulgarie
  - 3e du Tour de Normandie
- 2006
  - 3e étape du Tour du Portugal
  - 6e étape du Tour de Bulgarie
- 2007
  - 3e étape du Tour du district de Santarém
  - Prologue du Tour du Portugal
  - 2e du Tour du district de Santarém
  - 2e du Trofeu Reis Eusebio
  - 3e du Prémio de Abertura
  - 3e de la  Doble Difunta Correa
- 2008
  - Tour de San Luis :
    - Classement général
    - Prologue et 3e étape

  - Vuelta del Este Cordobés
  - 3e étape des Boucles de la Mayenne
  - 2e du championnat d'Argentine du contre-la-montre
- 2009
  - 2e étape du Grand Prix Liberty Seguros
  - 3e du Circuito da Moita-Oeste
- 2011
  - 3e du championnat d'Argentine du contre-la-montre

## Classements mondiaux
| Année            | 2005 | 2006 | 2007 | 2008 | 2009 |
| ---------------- | ---- | ---- | ---- | ---- | ---- |
| UCI America Tour |      |      | 296e | 23e  | 301e |
| UCI Europe Tour  | 92e  | 243e | 43e  | 192e |      |